# 4963 Kanroku
4963 Kanroku је астероид главног астероидног појаса чија средња удаљеност од Сунца износи 2,598 астрономских јединица (АЈ).
Апсолутна магнитуда астероида је 12,4.